# Carl Friedrich Eduard Bartsch
Carl Friedrich Eduard Bartsch (* 10. April 1802 in Breslau; † 21. Juni 1882 ebenda) war ein deutscher Jurist und Politiker.

## Leben
Als Sohn eines Gürtlermeisters und Breslauer Stadtverordneten geboren, studierte Bartsch nach dem Besuch des Maria-Magdalenen-Gymnasiums in Breslau Rechtswissenschaften in Göttingen, Berlin und Breslau. Während seines Studiums wurde er 1821 Mitglied der Alten Breslauer Burschenschaft Arminia. Nach seinen Examina 1824 und 1830 wurde er Hilfsarbeiter am Landgericht Namslau und später Oberlandgerichtsassessor in Ratibor. 1831 wurde er besoldeter Stadtrat in Breslau und war 1833 bis 1838 Stadtphysikus, dann bis 1879 Bürgermeister der Stadt. 1851 wurde er zum Oberbürgermeister gewählt, jedoch vom Ministerium aus politischen Gründen nicht bestätigt. 1855 wurde er Mitglied des Preußischen Abgeordnetenhauses für den Breslauer Wahlkreis 4; das Mandat legte er 1856 nieder. 1866 bis 1876 war er Abgeordneter des Schlesischen Abgeordnetenhauses. 1878 ging er in den Ruhestand.
Seit 1837 gehörte er der Schlesischen Gesellschaft für vaterländische Kultur an und war 1845 bis 1871 deren Generalsekretär und seit 1878 deren Vizepräsident. Er war auch Vorsitzender des Kuratoriums der Fraenkelschen Stiftung, Direktor und Ehrenmitglied des Breslauer Gewerbevereins sowie Mitglied des Verwaltungsrates der schlesischen Blinden-Unterrichts-Anstalten.

## Ehrungen
- 1861: Dr. phil. h. c. der Universität Breslau
- 1872: Geheimer Regierungsrat
- 1878: Ehrenbürger von Breslau
- Königlicher Kronen-Orden 2. Klasse
- Roter Adlerorden 3. Klasse mit Schleife

Die Stadt Breslau richtete die Bartsch-Stiftung ein und benannte die Bartschstraße in Breslau nach ihm.